# Galore (альбом The Cure)
Galore: The Singles 1987–1997 — друга компіляція синглів британського рок-гурту The Cure, що вийшла в 1997 році. Диск включає в себе всі сингли гурту за період з 1987 по 1997 роки. Єдина нова пісня — «Wrong Number» була випущена на синглі.

## Список композицій
1. «Why Can't I Be You?» — 3:14
2. «Catch» — 2:45
3. «Just Like Heaven» (Bob Clearmountain Mix) — 3:32
4. «Hot Hot Hot!» (Francois Kevorkian and Ron St. Germain Mix) — 3:35
5. «Lullaby» — 4:09
6. «Fascination Street» (Single Mix) — 4:20
7. «Lovesong» (Single Mix) — 3:28
8. «Pictures of You» (Single Mix) — 4:48
9. «Never Enough» (Single Mix) — 4:28
10. «Close to Me» (Closest Mix) — 4:21
11. «High» (Single Mix) — 3:33
12. «Friday I'm in Love» (Single Mix) — 3:36
13. «A Letter to Elise» (Single Mix) — 4:20
14. «The 13th» (Swing Radio Mix) — 4:17
15. «Mint Car» (Radio Mix) — 3:31
16. «Strange Attraction» (Album Mix) — 4:21
17. «Gone!» (Radio Mix) — 4:27
18. «Wrong Number» — 6:01